# سعيدة السراي
سعيدة السراي (22 مايو 1979 - 6 نوفمبر 2016)، ممثلة تونسية. بدأت مسيرتها بالتمثيل على المسرح لتنتقل بعدها للدراما والمسلسلات. وشاركت بالتمثيل في الخليج ومصر وسوريا.

## أعمالها
- المتحدي (1997) اخراج المنصف الكاتب وجمال الدين خليف.
- سيدي القاضي
- حسابات وعقابات (2004) اخراج الحبيب المسلماني
- عودة المنيار (2005) اخراج علي اللواتي والحبيب المسلماني.
- نواصي وعتب (2006) اخراج عبد القادر الجربي وعلالة نوايرية.
- كمنجة سلامة(2007) اخراج حمادي عرافة وعلي اللواتي.
- الليالي البيض اخراج الحبيب المسلماني (2007) : ندى
- المقاريد (2007) اخراج جمال سالم وغافل فاضل.
- وعاد الماضي (2009) اخراج أسمهان توفيق ودعيج الخليفة الصباح وغافل فاضل.
- نسبتي العزيزة (2015)  اخراج صلاح الدين الصيد ويونس الفارحي (ضيفة شرف الحلقتين 13 و 14 من الموسم 6: منية.

## وفاتها
توفيت يوم الأحد 6 نوفمبر 2016 في إحدى المصحات بالعاصمة الفرنسية باريس بعد صراع مع مرض سرطان الثدي.

## روابط خارجية
- سعيدة السراي على موقع IMDb (الإنجليزية)
- سعيدة السراي على موقع قاعدة بيانات الأفلام العربية